# Jimmy Bilsbury
James Robert „Jimmy“ Bilsbury (* 2. November 1942 in Liverpool; † 10. März 2003 in Bonn) war ein britischer Sänger und Komponist, bekannt als Koautor, Mitglied und häufigster Solosänger der Les Humphries Singers.

## Werdegang
Bilsbury trat mit Gruppen wie der Ray Johnson Skiffle Group, The Nightboppers, The Beat Boys, The Sabres and the Hammers auf und sang und schrieb für The Magic Lanterns.
1970 gründete er mit Les Humphries die Les Humphries Singers. Er war dort Hauptsänger vieler Titel und gehörte auch zu der 6-köpfigen Auswahl, welche für Deutschland im Jahr 1976 beim Eurovision Song Contest mit dem Titel Sing Sang Song antrat, damit jedoch nur Platz 15 belegte.
Neben Drafi Deutscher und Joe Menke war Bilsbury auch Koautor beim Titel Belfast von Boney M.
Seit Jahren schwer alkoholkrank, war der ehemalige Millionär Bilsbury am Ende verarmt und lebte von Sozialhilfe. 2003 wurde er in seinem 8 m² großen Zimmer eines Bonner Obdachlosenheims tot aufgefunden. Die Obduktion ergab, dass er drei Tage zuvor an Herzversagen verstorben war. Seine Asche wurde im Waldfriedhof von Gauting beigesetzt.